# Megabyas flammulatus
Megabyas flammulatus là một loài chim trong họ Vangidae, và là loài duy nhất thuộc chi Megabyas. Loài này phân bố rộng khắp rừng mưa nhiệt đới châu Phi.